# Episodi di Mystery Science Theater 3000 (nona stagione)
La nona stagione della serie televisiva Mystery Science Theater 3000 è stata trasmessa in anteprima negli Stati Uniti d'America da Sci Fi Channel tra il 1º febbraio 1997 e il 6 dicembre 1997.
| nº | Titolo originale                                                                | Titolo italiano | Prima TV USA     | Prima TV Italia |
| -- | ------------------------------------------------------------------------------- | --------------- | ---------------- | --------------- |
| 1  | Revenge of the Creature                                                         |                 | 1º febbraio 1997 |                 |
| 2  | The Leech Woman                                                                 |                 | 8 febbraio 1997  |                 |
| 3  | The Mole People                                                                 |                 | 15 febbraio 1997 |                 |
| 4  | The Deadly Mantis                                                               |                 | 22 febbraio 1997 |                 |
| 5  | The Thing That Couldn't Die                                                     |                 | 1º marzo 1997    |                 |
| 6  | The Undead                                                                      |                 | 8 marzo 1997     |                 |
| 7  | Terror from the Year 5000                                                       |                 | 15 marzo 1997    |                 |
| 8  | The She-Creature                                                                |                 | 5 aprile 1997    |                 |
| 9  | I Was a Teenage Werewolf                                                        |                 | 19 aprile 1997   |                 |
| 10 | The Giant Spider Invasion                                                       |                 | 31 maggio 1997   |                 |
| 11 | Parts: The Clonus Horror                                                        |                 | 7 giugno 1997    |                 |
| 12 | The Incredibly Strange Creatures Who Stopped Living and Became Mixed-Up Zombies |                 | 14 giugno 1997   |                 |
| 13 | Jack Frost                                                                      |                 | 12 luglio 1997   |                 |
| 14 | Riding with Death                                                               |                 | 19 luglio 1997   |                 |
| 15 | Agent for H.A.R.M.                                                              |                 | 2 agosto 1997    |                 |
| 16 | Prince of Space                                                                 |                 | 16 agosto 1997   |                 |
| 17 | The Horror of Party Beach                                                       |                 | 6 settembre 1997 |                 |
| 18 | Devil Doll                                                                      |                 | 4 ottobre 1997   |                 |
| 19 | Invasion of the Neptune Men                                                     |                 | 11 ottobre 1997  |                 |
| 20 | Space Mutiny                                                                    |                 | 7 novembre 1997  |                 |
| 21 | Time Chasers                                                                    |                 | 22 novembre 1997 |                 |
| 22 | Overdrawn at the Memory Bank                                                    |                 | 6 dicembre 1997  |                 |